# Natt klockan tolv på dagen (roman)
Natt klockan tolv på dagen (tyska: Sonnenfinsternis, engelska: Darkness at Noon) är en roman av Arthur Koestler, publicerad 1940. Natt klockan tolv på dagen anses vara en av de mest inflytelserika skildringarna av Stalintiden. Den utkom för första gången i svensk översättning 1941.

## Handling
Romanens huvudperson är kommunisten Rubasjov, som åtalas i något som påminner om Moskvarättegångarna. I dessa rättegångar, som i verkligheten ägde rum 1936–1938, anklagades och dömdes ledande bolsjeviker.

## Bakgrund
Natt klockan tolv på dagen skrevs ursprungligen av Arthur Koestler på tyska under tiden han bodde i Paris. Daphne Hardy, skulptör och vän till Arthur Koestler som under denna tid bodde tillsammans med honom, översatte den tyska förlagan till engelska under början av 1940. I maj 1940 flydde både Daphne Hardy och Arthur Koestler från Paris, och den tyska förlagan försvann. En kopia av det tyska manuskriptet blev återfunnen 2015.
Arthur Koestler anslöt till franska Främlingslegionen, medan Daphne Hardy återvände till Storbritannien och publicerade romanen. Romanen publicerades året efter i engelsk översättning. Titeln, Darkness at Noon, var hennes idé.